# Baron Corbin
Thomas "Tom" Pestock (n. 13 septembrie 1984) este un wrestler american. Lucrează ca freelancer sub numele de ring Bishop Dyer, apărând pentru diverse promoții precum Major League Wrestling (MLW) și în circuitul independent. Este cel mai bine cunoscut pentru perioada petrecută în WWE din 2012 până în 2024, unde a performat sub numele de ring Baron Corbin. În anii petrecuți a fost o dată Campion al Statelor Unite, o dată campion NXT Tag Team, a câștigat Money in the Bank în 2017 și turneul King of the Ring în 2019.
Acesta este de trei ori campion la concursurile Golden Gloves de box amator, precum și fost jucător de fotbal american, care a ajuns să concureze profesional în NFL pentru Indianapolis Colts și Arizona Cardinals..
În WWE, el a fost cel de-al treilea câștigător al André the Giant Trofeul Memorial, câștigat la WrestleMania 32, în prima sa apariție în roster-ul principal.

## În Wrestling
- Manevre de final
  - End of Days[1] (Modificat de ridicare reverse STO) 2014-prezent
- Miscari semnatura
  - Running big boot
  - Snake Eyes
  - Spinebuster
  - Lariat
- Porecle
  - "Lupul Singuratic"
  - "Alfa din NXT"
  - "(Numai) o Forță de Neoprit în NXT"

## Campionate și realizări
- World Wrestling Entertainment
  - André the Giant Trofeul Memorial (al Treilea Câștigător)
  - Money in the Bank (2017)
  - WWE United States Championship (1 dată)

King of the ring 2019
- Pro Wrestling Illustrated
  - Clasat pe locul 274 în PWI 500 din 2014